# Мірішкорський район
Мірішкорський район (узб. Миришкор тумани, Mirishkor tumani) — район у Кашкадар'їнській області Узбекистану. Розташований на заході області. Утворений 25 квітня 2003 року внаслідок об'єднання Бахористанського та Усман-Юсуповського районів. Центр — міське селище Янгі-Мірішкор.